# Waiblinger Altstadtfest
Das Waiblinger Altstadtfest ist ein Heimatfest, in der Waiblinger Altstadt, welches an dem Wochenende des letzten Freitags im Juni stattfindet.
Es beginnt traditionell am Freitagabend und endet am darauffolgenden Sonntagabend. Jedes Jahr besuchen über 100.000 Personen das Waiblinger Altstadtfest.
Erstmals wurde das Waiblinger Altstadtfest 1975 veranstaltet. Die Veranstalter sind Waiblinger Vereine, Organisationen und Schulen. 2020 und 2021 fiel das Fest aufgrund der Corona-Pandemie aus.

## Staufer-Spektakel
Seit 2007 findet zeitgleich mit dem Altstadtfest das „Staufer-Spektakel“ statt, bei welchem die Berufe des Mittelalters sowie mittelalterliche Bräuche und Musik präsentiert werden. Die Veranstaltung ist nach dem alten Adelsgeschlecht der Staufer benannt, welches im 12. und 13. Jahrhundert deutsche Kaiser und Könige hervorbrachte.

## Zwischenfälle
Am Abend des 30. Juni 2012 ereignete sich über dem Remstal ein schweres Unwetter, welches auch Waiblingen schwer getroffen hatte. Dadurch gab es auf dem Altstadtfest mehrere Vorfälle, bei denen insgesamt neun Personen verletzt wurden. Das Staufer-Spektakel wurde aufgrund des entstandenen Schadens am Sonntag, 1. Juli 2012 abgesagt.